# Federal Deposit Insurance Corporation Improvement Act of 1991
The Federal Deposit Insurance Corporation Improvement Act of 1991 (FDICIA), var en amerikansk lag som infördes 1991 under den amerikanska spar- och lånekrisen (som pågick 1980- och 1990-talet). Syftet med lagen var att stärka Federal Deposit Insurance Corporation, förkortat FDIC, genom att tillåta att organisationen lånar pengar direkt av USA:s finansdepartement. 